# Бичвуд (кладбище)
Кладбище Бичвуд (англ. Beechwood Cemetery) — национальное кладбище Канады, расположенное в г. Оттава. Здесь похоронены многие видные политики и мэры города, служащие Королевской конной полиции и военные. В настоящее время площадь кладбища составляет 647000 м², и это кладбище — крупнейшее в Национальном столичном округе. В 2001 г. причислено к Национальным историческим памятникам Канады.

## История
Кладбище основано в 1873 г. В то время оно располагалось в лесистой пригородной местности, к востоку от Роклифф-парка.
В 1870-е гг. военнослужащие 2-й полевой Оттавской батареи соорудили здесь скульптурный каирн из песчаника в честь своего бывшего командира подполковника Джона Тёрнера, а также статую из песчаника в честь другого бывшего командира, капитана Джеймса Форсайта.
В 1885 г. здесь были похоронены солдаты, участвовавшие в подавлении Северо-западного восстания метисов в 1885 г., после чего военные захоронения стали регулярными, для них на кладбище выделено два участка, находящихся в управлении Департамента национальной обороны, и участок для ветеранов, находящийся в управлении Комиссии военных могил Конфедерации. В 2001 г. сооружен военный монумент.

## Галерея

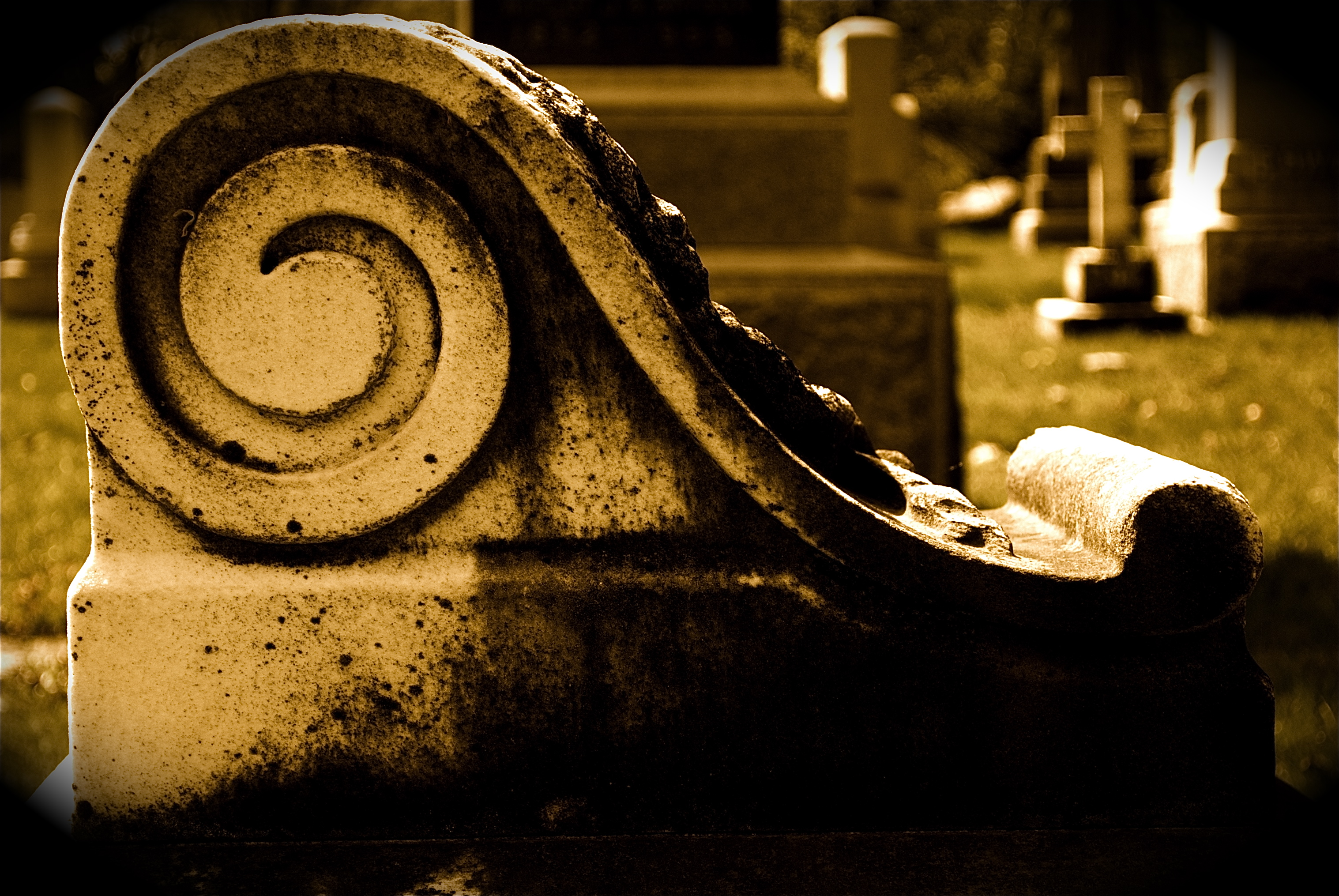
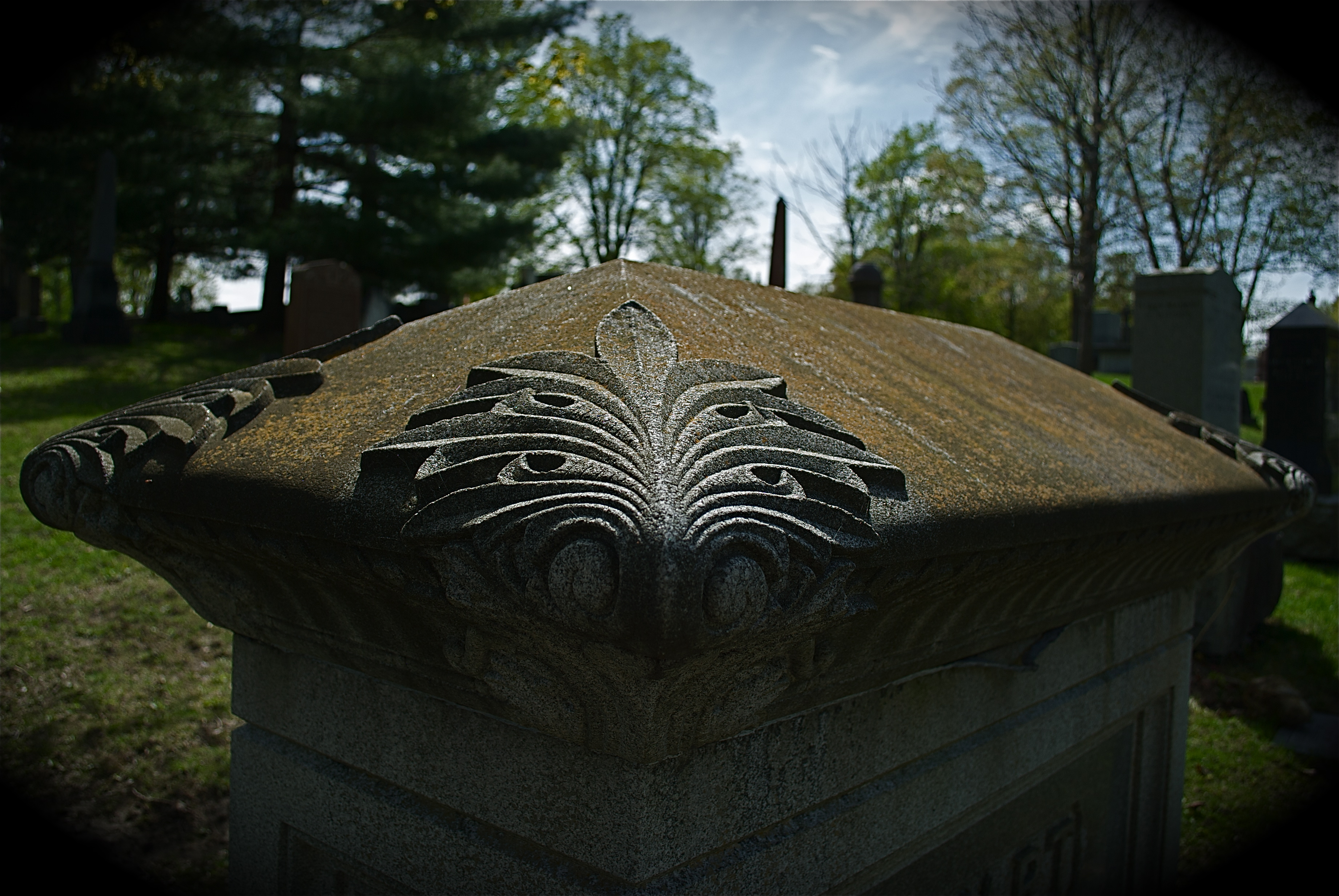
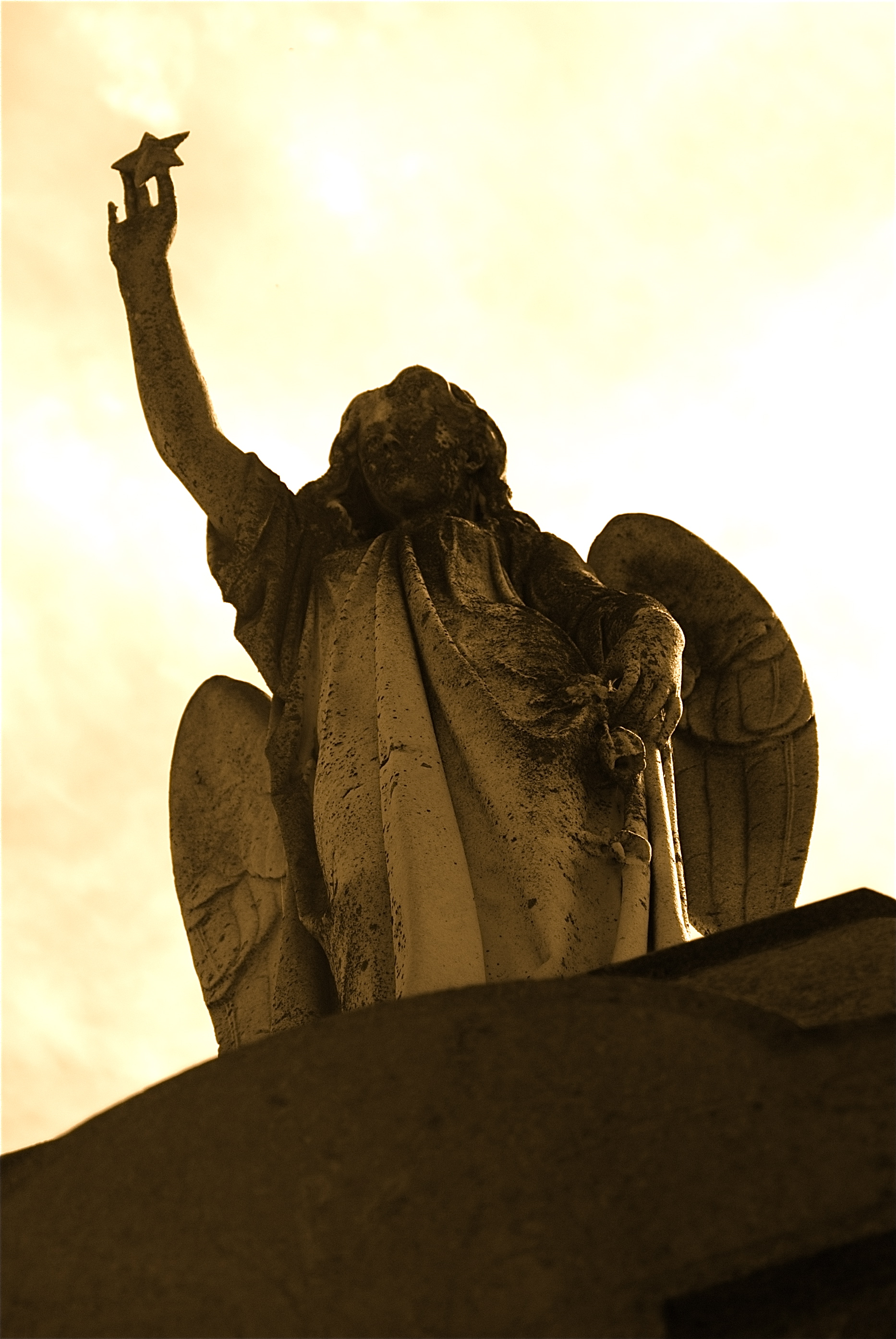
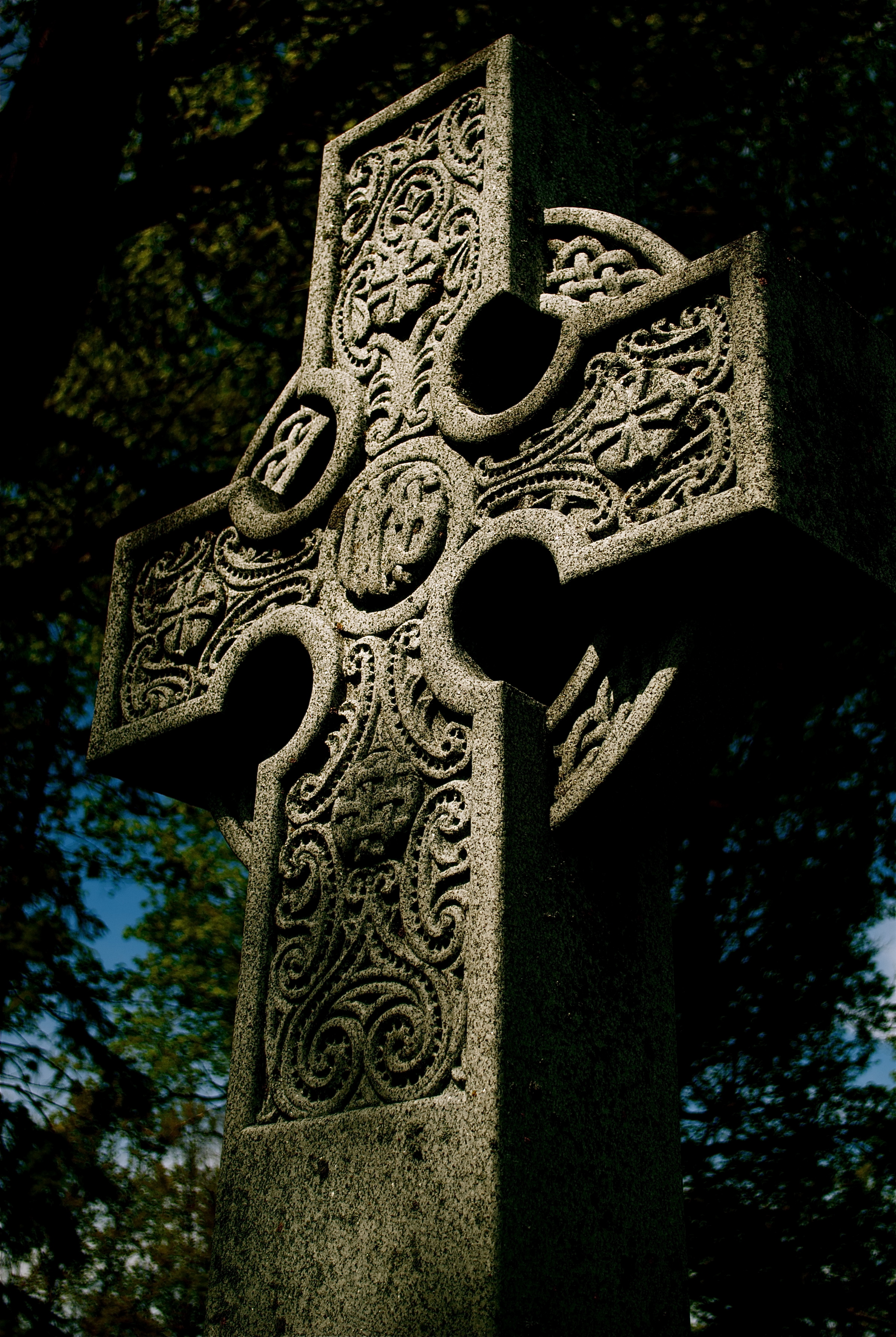

## Захоронения
- Томас Маккей[англ.] (1792—1855), предприниматель, один из основателей г. Оттава
- Томас Фуллер[англ.] (1823—1898), архитектор, проектировавший здания Парламента Канады
- Рей Гнатышин (1934—2002), генерал-губернатор Канады
- Роберт Лэрд Борден (1854—1937) — премьер-министр Канады в 1911—1920 годах.
- Лора Борден (1861—1940) — супруга Роберта Бордена.